# Duché d'Estonie
4 juin 1561 – 10 septembre 1721
Entités précédentes :
- Confédération livonienne

Entités suivantes :
- Gouvernement d'Estonie

Le duché d'Estonie ou duché d'Estland (en suédois : Hertigdömet Estland ; en estonien : Eestimaa Hertsogkond), est un dominion sous suprématie suédoise de 1561 à 1721. Il correspond au nord de l'Estonie actuelle. 

## Histoire
Jusqu'en 1561, ces territoires font partie de la Confédération livonienne, contrôlée par l'Ordre de Livonie, dérivé de l'État teutonique. Durant la guerre de Livonie, à la suite du traité de Vilnius, le dernier maître de l'ordre, Gotthard Kettler, s'est cobverti au luthéranisme, et le pays fut sécularisé. La cité de Reval (Tallinn) et les chevalies germano-baltes dans le nord de l'Estonie prêtent allégeance au roi Éric XIV de Suède.

### La conquête suédoise (1561-1581)
En 1561, le royaume de Suède conquiert les provinces d'Harrien, du Wierland occidental, de Rappel et de Jarwen, ainsi que la ville de Reval (Tallinn), tandis que la province de Wiek n'est conquise qu'en 1581.

### La conquête russe (1710-1721)
Le duché est conquis par la Russie en 1710, après la défaite de Charles XII à Poltava (1709) et officiellement cédé par la Suède au traité de Nystad (1721), à la fin de la Grande Guerre du Nord. 
Il est alors intégré au gouvernement d'Estland, dont la langue administrative restera l'allemand jusqu'en 1919.